# Herbert Hofmann-Preis
De Herbert Hofmann-Preis wordt jaarlijks uitgereikt aan sieraadontwerpers tijdens Schmuck op de Internationale Handwerksmesse te München. In 1973 werd de Herbert Hofmann-Preis voor het eerst uitgereikt op initiatief van het Gesellschaft für Handwerksmessen aan ontwerpers met vernieuwend of innovatief werk.
De prijs is genoemd naar Herbert Hofmann (Leipzig 30 oktober 1899 - München november 1971). Hij studeerde economie en kunstgeschiedenis en werkte in de farmaceutische industrie in Leipzig. Hofmann organiseerde in 1959 de eerste Schmuck onder de titel Europäischer Schmuck und edles Gerät.
De jurering werd gedaan door onder meer Liesbeth den Besten, Sophie Hanagarth, Cornelie Holzach (directeur van het Schmuckmuseum Pforzheim), Francesco Pavan, Dorothea Prühl, Peter Skubic (sieraadontwerper), Ralph Turner (galeriehouder), Marjan Unger en Graziano Visintin (sieraadontwerper).

## Winnaars van de Herbert Hofmann-Preis
- 1973 Francesco Pavan, Karl-Heinz Reister, Michael Meyer, Rüdiger Lorenzen
- 1974 Therese Hilbert, Hubertus von Skal, Gabriele von Pechmann, Rita Grosse-Ruyken, Paolo Maurizio
- 1975 Giampaolo Babetto, Charlotte Lochmüller, Waltrud Viehböck, Uwe Böttinger
- 1976 Mario Pinton, Hildegard Risch, Erico Nagai
- 1977 Hermann Schafran, Otto Künzli, Clarissa Weinbeer
- 1978 Gabriele von Pechmann, Erika Richard, Gerda Breuer, Traute Sänger & Walter Sänger
- 1979 Eva Mascher-Elsässer, Herbert Schoemaker, Jens Schleede
- 1980 Elisabeth Treskow, Aiko Kitagawa, Hildegard Risch, Jan Wehrens, Clarissa Weinbeer
- 1981 Gerda Breuer, Dagmar Hagen, Rolf Elsässer, Ramón Puig Cujàs
- 1982 Michael Meyer, Suzan Rezac, Miriam Sharlin
- 1983 Ingeburg Bornhofen, Emmy van Leersum, Hans Georg Pesch
- 1984 Josef Symon, Linda Müller, Ramón Puig Cujàs
- 1985 Giampaolo Babetto, Francesco Pavan, Erico Nagai
- 1986 Barbara Weinberger
- 1987 Willem Honing, Daniel Kruger, Hiroko Sato-Pijanowski & Gene Michael Pijanowski
- 1988 Michael Becker, Andreas Treykorn, Graziano Visintin
- 1989 Wolfgang Lieglein, Francesco Pavan, Detlef Thomas
- 1990 Falko Marx, Alexandra Bahlmann, Vera Rhodius
- 1991 Georg Dobler, Eric Spiller, Mihoko Katsura
- 1992 Giovanni Corvaja, Caroline von Steinau-Steinrück, Jared Lee Taylor
- 1993 geen prijs
- 1994 Michael Becker, Hana Miyamoto, Ramón Puig Cuyàs
- 1995 Karl Fritsch, Hans Stofer, Christoph Zellweger
- 1996 Doris Betz, Mari Funaki, Mielle Harvey
- 1997 Rudolf Bott, Beppe Kessler, Annamaria Zanella
- 1998 Ted Noten, Andrea Wippermann, Bettina Speckner
- 1999 Bussi Buhs, Mari Funaki, Iris Eichenberg
- 2000 Georg Dobler, Mari Ishikawa, Chequita Nahar
- 2001 Bettina Dittlmann, Christiane Förster, Thomas Gentille
- 2002 Kyoko Fukuchi, Sally Marsland, Adam Paxon
- 2003 Peter Chang, Andi Gut, Ike Jünger
- 2004 Svenja John, Naoka Nakamura, Ruudt Peters
- 2005 Helen Britton, Sergey Jivetin, Daniel Kruger
- 2006 Annelies Planteydt, Bernard Schobinger, Annamaria Zanella
- 2007 Chritiane Förster, Karl Fritsch, Iris Nieuwenburg
- 2008 Eun Mi Chun, Jantje Fleischhut, Dongchun Lee
- 2009 Beppe Kessler, Sam Tho Dong, Felix Lindner
- 2010 David Bielander, John Iversen, Mia Maljojoki
- 2011 Attei Chen, Sophie Hanagarth, Mirei Takeuchi
- 2012 Alexander Blank, Despo Sophocleous, Tore Svensson[3]
- 2013 Robert Baines, Helena Lehtinen, Fumiki Taguchi[4]
- 2014 Noon Passama, Akihiro Ikeyama, Iris Bodemer
- 2015 Paul Derrez, Mikiko Minewaki, Kimiaki Kageyama[5]
- 2016 Moniek Schrijer, Jelizaveta Suska, Stefano Marchetti[6]
- 2017 Volker Atrops, Sanaa Khalil, Florian Weichsberger
- 2018 Lin Cheung[6]